# Chichicastenango
Chichicastenango is een gemeente in het departement El Quiché, in de hoogvlakte (2000 m) van Guatemala.
De bevolking, 169.000 personen, in dit deel van Guatemala is grotendeels van indiaanse (Maya) afkomst en houdt haar traditionele gebruiken in ere.
Iedere donderdag en zondag is er een grote markt in Chichicastenango. Duizenden Maya's en vele toeristen bezoeken de grootste markt van Midden-Amerika om dieren, bloemen, souvenirs of een van de andere bijzondere artikelen te kopen. Op de trappen en in de 400 jaar oude Sint-Thomaskerk verspreiden de handelaren hun waren, branden ze wierook en offeren Los Magos voedsel aan de Mayagod van de aarde.